# Karl Trumpf
Karl Trumpf (* 3. Januar 1891 in Berlin; † 13. März 1959) war ein deutscher Bildhauer.

## Leben
Elternlos kam Trumpf im Alter von acht Monaten nach Gräfenhainichen in eine Bergmannsfamilie zur Pflege. 1905 begann er eine Steinmetzlehre in Gräfenhainichen und Wittenberg. 1908 ging er auf Wanderschaft und arbeitete als Steinbildhauer. Nach dem Besuch der Abendschule studierte er an der Akademie der Künste in Berlin bei Franz Metzner und ab Mai 1914 an der Akademie der Bildenden Künste München bei Erwin Kurz. Er arbeitete auch bei Richard Engelmann in Weimar.
Bekannt wurde Karl Trumpf durch seine Arbeiten in den Ausstellungen der Berliner Secession und der Akademie der Künste Berlin. Er gestaltete vor allem Bronzeporträts von Politikern aus der Weimarer Republik und von Persönlichkeiten aus der Gewerkschaftsgeschichte.

## Werke (Auswahl)
- 1919: Ruhendes Mädchen, Bronze, Berlin-Lichtenberg, Stadtbad Lichtenberg, Atzpodienstraße[3] (wurde 2011 gestohlen)
- 1925: Büste des Berliner Oberbürgermeisters Gustav Böß, Bronze, Berlin-Charlottenburg, vor dem Naturtheater im Volkspark Jungfernheide. Wurde vom Magistrat im Juli 1925 angekauft, nachdem sie zuvor in einer Ausstellung der Akademie der Künste zu sehen war.[4] Ein weiteres Exemplar befindet sich in Berliner Privatbesitz.
- 1930: Weiblicher Akt, Bronze, Berlin-Oberschöneweide, Zeppelinstraße / Fontanestraße
- 1926: Kniende, Kunststein, Berlin-Karlshorst, Ehrenfelsstraße / Ingelheimer Straße, ursprünglich Bahnhofsvorplatz,[5] 1995 von Karl-Günter Möpert in Muschelkalk neu gestaltet
- 1950: Büste Friedrich Ebert, Bronze, Berlin-Schöneberg, Rathaus, Foyer
- 1950er: Porträtstele mit Büste von Hans Böckler, Bronze, München, Gewerkschaftshaus
- Porträtbüste von Hans Böckler, Bronze, Berlin-Kreuzberg, Böcklerpark,  Prinzenstraße (2011 entwendet und von Ute Hoffritz 2012 in Stein nach dem Original gestaltet)
- Porträtstele mit Büste von Carl Legien, Bronze, Berlin-Kreuzberg, Legiendamm
- 1952: Ruhendes Mädchen, Marmor, Berlin-Zehlendorf, Teltower Damm / Kirchstraße

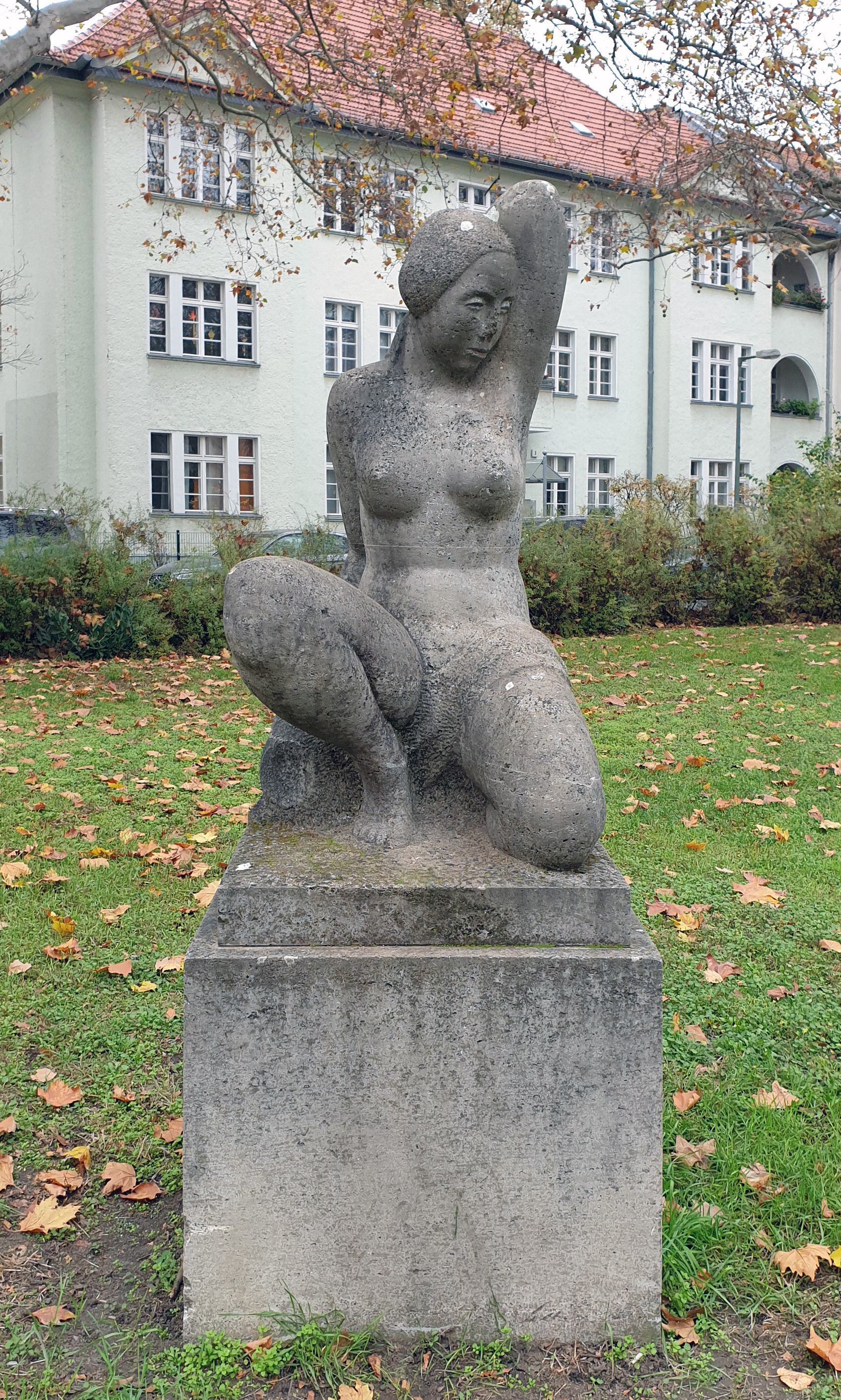
„Die Kniende“ (1926) Berlin-Karlshorst
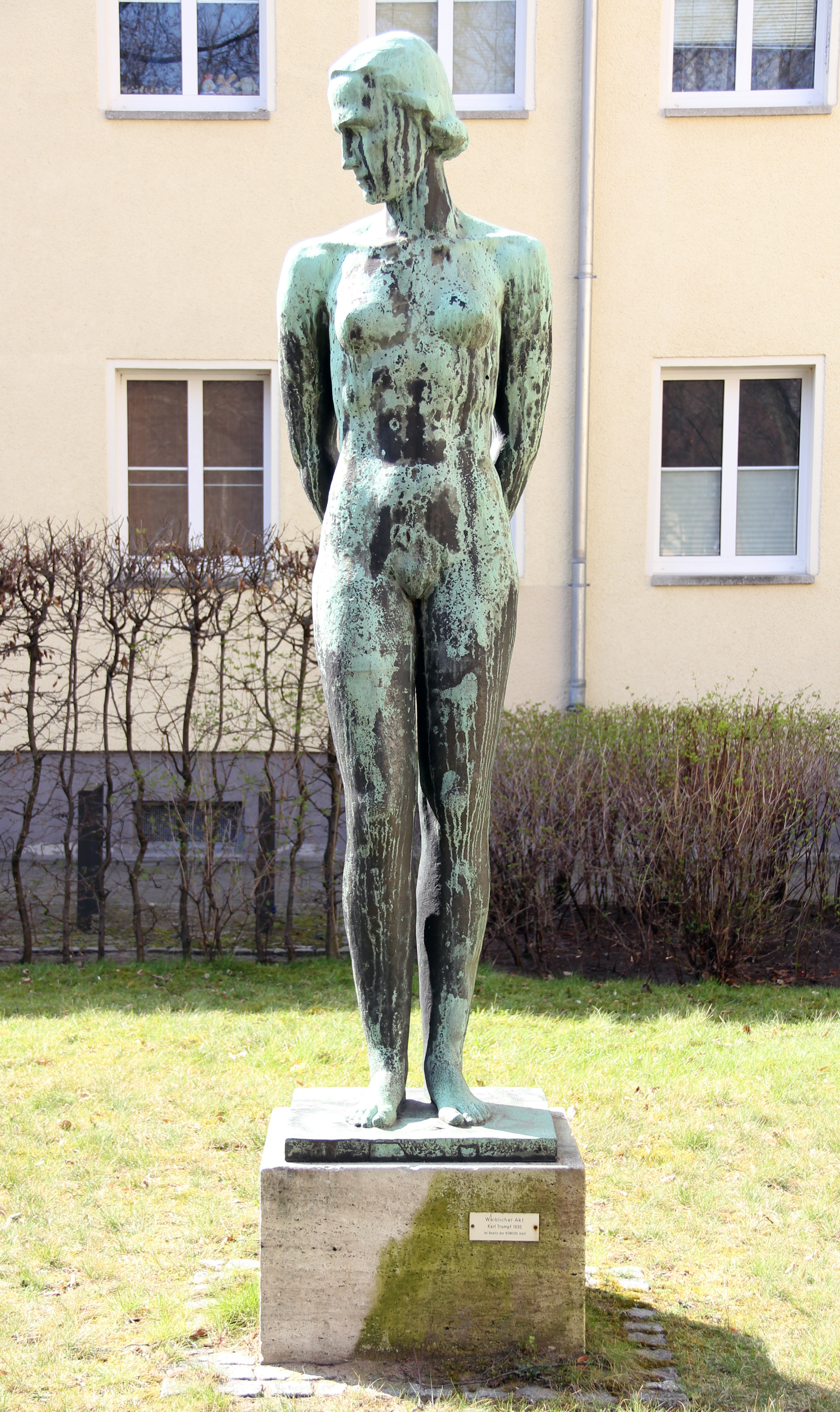
„Weiblicher Akt“ (1930) Berlin-Oberschöneweide
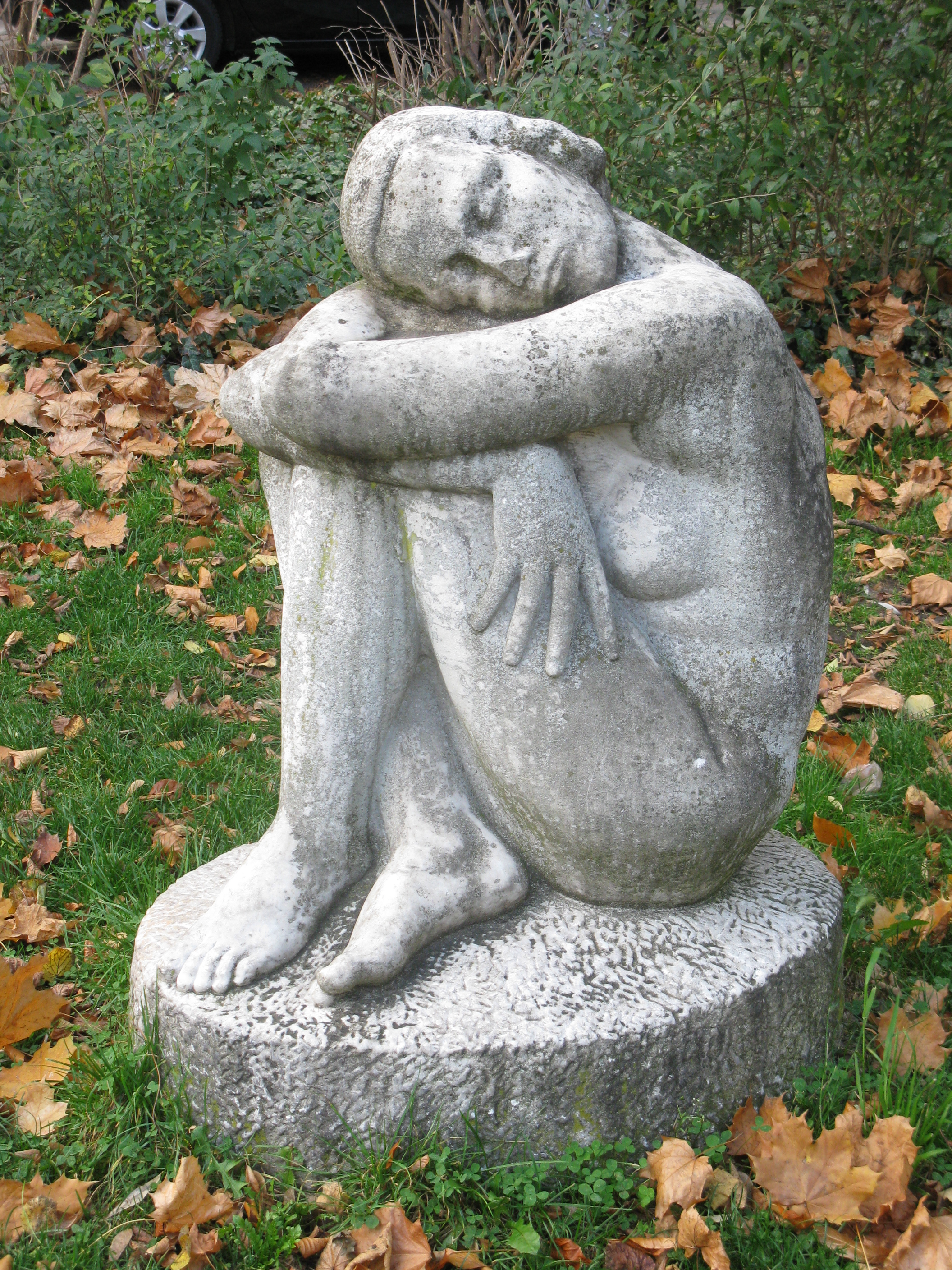
„Ruhendes Mädchen“ (1952) Berlin-Zehlendorf
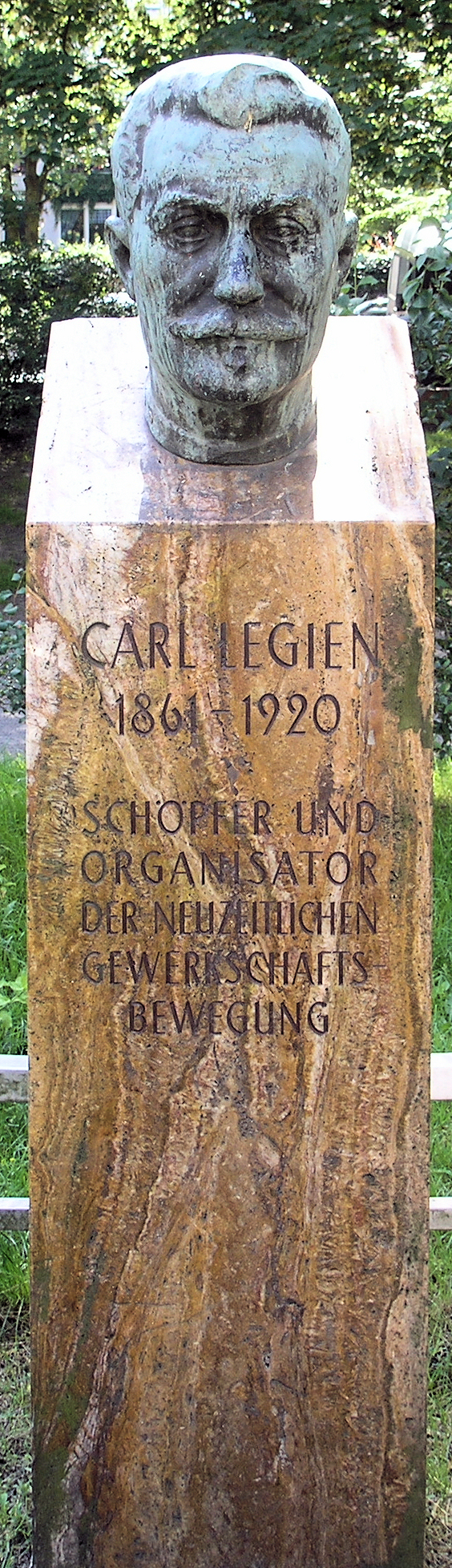
„Carl Legien“ (1959) Berlin-Kreuzberg
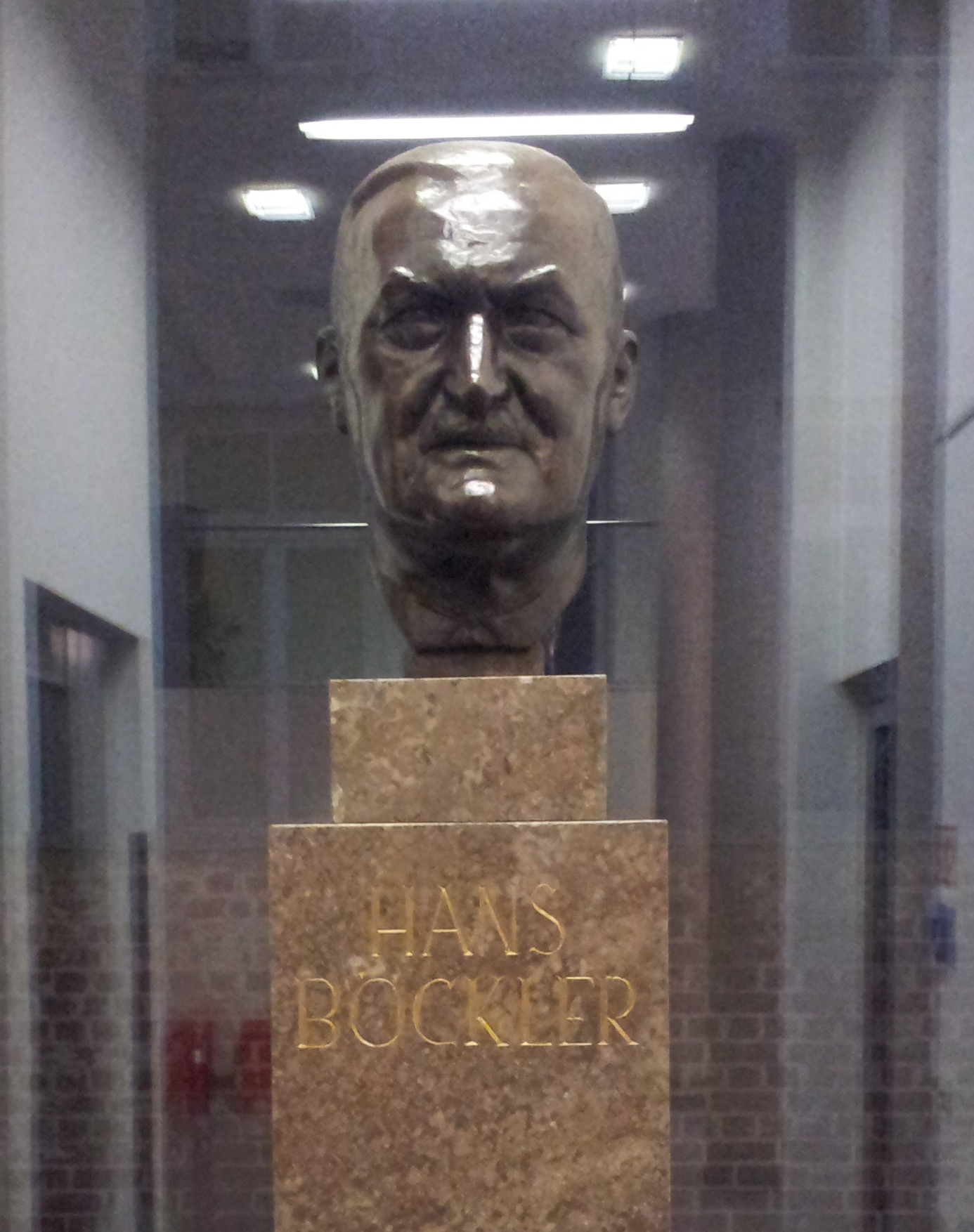
„Hans Böckler“ (1959) München